# Jacques Maritain
Jacques Maritain (París, 18 de noviembre de 1882-Toulouse, 28 de abril de 1973) fue un filósofo católico francés, defensor del tomismo ("no soy un neotomista; antes preferiría ser paleotomista; soy, creo ser, un tomista".) desde donde  junto a su esposa Raïssa Maritain edificó una metafísica cristiana denominada "Filosofía de la inteligencia y del existir", y principal exponente del humanismo cristiano, y uno de los padres de la Democracia cristiana.

## Estudios
Estudió en el Liceo Enrique IV y en la Sorbona, cuando imperaba el cientismo, donde se licenció en letras y en ciencias naturales. Estudió filosofía (1905).  
En 1904 se casó con Raïssa Oumansoff, inmigrante judía de origen ruso, con quien compartió muchas de sus inquietudes intelectuales y obra. No consideraban que la ciencia por sí sola fuera capaz de responder a cuestiones existenciales de carácter vital. Por consejo de Charles Péguy, tomaron entonces los cursos de Henri Bergson, quien paralelamente a la deconstrucción del «cientisfismo», les comunicó el «sentido del absoluto».

## Catolicismo, neovitalismo, neotomismo
De familia protestante, en 1906, Maritain, junto con su esposa, se convirtió al catolicismo, influido por León Bloy, hecho trascendental tanto en su vida como en su obra, bautizándose en la Iglesia de San Juan Evangelista de Montmartre el 11 de junio de aquel año, con León Bloy como padrino. 
Jacques, junto con Raïssa, se trasladó a Heidelberg en (1906-1908), donde logró una beca para estudiar biología bajo la dirección de Hans Driesch. La teoría neovitalista de Driesch lo atrajo, ya que se vinculaba con las concepciones de Bergson.
Raïssa enfermó y, durante su convalecencia, su consejero espiritual, el dominico Humbert Clérissac, le dio a conocer la obra de Santo Tomás de Aquino, por la que a su vez ella interesó en este autor a Jacques Maritain. 
Se dedicó entonces al estudio y divulgación de la escolástica tomista, en gran medida siguiendo al dominico Juan de Santo Tomás (1589-1644). Maritain junto con Étienne Gilson retomaron el tomismo para el siglo XX. Buscó que lo escrito por Tomás de Aquino fuera enseñanza continua para sí mismo, para enfrentar los desafíos culturales y políticos de su tiempo.
Mantuvo vínculos estrechos con el reconocido filósofo tomista francés Réginald Garrigou-Lagrange hasta que su amistad sufrió una ruptura con motivo de la guerra civil española.
Fue profesor de Filosofía en un liceo parisino y, desde 1914 hasta 1933, en el Instituto Católico de París; dio cursos en universidades de Europa (como la santanderina Universidad de Verano), Estados Unidos (Universidades de Columbia, Universidad de Chicago y Universidad de Princeton (1948-1952) y Canadá (en el Instituto Pontificio de Estudios Medievales de Toronto, de 1933 a 1945, entre otros numerosos centros). 
Por la correspondencia del cardenal suizo Charles Journet (1891-1975) se sabe de la gran influencia que ejerció Maritain para que el papa Pablo VI proclamara el Credo del Pueblo de Dios en junio de 1968. De hecho, el esquema básico de esta profesión solemne sobre la fe es obra de Maritain.
San Pablo VI agradeció la fidelidad a la Iglesia y la verdad a Maritain. El papa Montini hizo que se tradujeran varias de las obras de Maritain. Así mismo lo invitó como algo simbólico a nombre de los hombres de cultura y de ciencia del mundo. Es el único filósofo citado en la Encíclica Populorum progressio.

## El hombre, el Estado y el humanismo integral
Partidario de una sociedad abierta y plural inspirada en el principio de cooperación entre los diferentes, fue defensor de los sistemas democráticos basados en la participación popular, la libertad ideológica y de culto y los derechos humanos que entendía enraizaban en la ley natural. Su actitud de enfrentamiento con el régimen de Vichy, el cual simpatizaba con el nacionalsocialismo hitleriano, es coherente con estos planteamientos de su filosofía política. No obstante, durante los primeros meses de la guerra se opuso al liderazgo de Charles de Gaulle en el movimiento de La France Libre. Su apoyo a intelectuales judíos perseguidos descansa también en estos presupuestos.
Igualmente, tras hechos como el bombardeo de Guernica y las matanzas de republicanos llevadas a cabo en Extremadura por el general Queipo de Llano, se opuso a considerar la guerra civil española como una «Cruzada», ni siquiera a considerar como dignas de ser llamadas católicas a las tropas mandadas por Franco y demás generales golpistas.
Enemigo del nacionalsocialismo, lo fue también del comunismo, cuyo ateísmo suponía un vicio radical. Fue muy crítico con el Estado burgués, el sistema capitalista y una concepción liberal de la propiedad privada, pero no hasta el punto de convertirse por ello, como a veces se dijo, en un rouge chrétien. Sostiene la prevalencia de la persona sobre el mercado y el destino universal de los bienes. Condena la sociedad biempensante del liberalismo conservador burgués. Fustiga que la burguesía confunda la dignidad humana con la ilusoria imagen de un individuo abstracto sin dimensión comunitaria ni colectiva.
El Estado no tiene otro fin que asegurar el bien común. Este es distinto de la suma de los intereses particulares. El deber del Estado es la justicia. El poder político se legitima si está al servicio del hombre. Pero un hombre concreto que no se entiende sin su dimensión comunitaria. Por eso la democracia es mucho más que el cumplimiento de unas reglas constitucionales. En este sentido, la democracia está siempre por hacerse y por eso exige una revolución mucho más profunda que lo que la literatura revolucionaria conoce con ese nombre, ya que se aferra a principios más profundos.
El ala izquierda de la Democracia Cristiana reivindicó sus posiciones sociales, aunque él siempre mantuvo las distancias con los partidos confesionales.

### El bien común para Maritain
El bien común es uno de los conceptos claves de la filosofía política de Maritain. Para este filósofo católico, el fin de la sociedad política es perseguir el bien común. Pero este bien común no es la mera suma de los bienes particulares, pues, como Aristóteles nos enseña, incluso en el orden matemático seis es algo más que tres más tres. Es decir, que el número seis tiene vigencia propia e independiente de los sumandos, e incluso puede ser resultado de otros diferentes. Y a su vez puede combinarse con entidad propia en la serie de los números en cifras de valor absoluto y relativo ad infinitum.
Repite con santo Tomás que cada persona individual es, con respecto a toda la comunidad, lo que la parte con respecto al todo. Esto diferencia el modo de pertenencia a la sociedad estatal de cualquier otra de fines específicos. El hombre se compromete por completo en esta sociedad civil, su vida, sus bienes, su honor. No así en un sindicato, un club o una academia.
Pero ese compromiso, aunque total, no ocurre en virtud de cuanto hay en la persona y cuanto le pertenece. Dice Maritain:

Formo parte del Estado en razón de ciertas relaciones con cosas de la vida común que afectan a todo mi ser, pero en razón de otras relaciones (que también afectan a todo mi ser), con cosas más importantes que la vida en común hay en mí bienes y valores que no existen por el Estado ni para el Estado y que están fuera del Estado.

Por su carácter de bonum, el bien común no puede ser una resultante del simple querer individual, el pecado rousseaniano de desencajar la voluntad de su propia naturaleza. Ni la mayoría ni la unanimidad pueden cambiar la idiosincrasia de la bondad. La democracia no es simple aritmética. Los valores humanos no obedecen a criterios estadísticos. La calidad no es procreación de la cantidad.
Por su carácter de común, este bien abarca tanto a la sociedad como a la persona. Es, pues, común «al todo y a las partes, digo a las partes como si fueren todos, porque la noción misma de persona, significa totalidad». En otras palabras, en tanto se es «individuo», se es parte de la sociedad y en cuanto se es «persona», es decir, algo más que simple fragmento de materia, se participa de lo social en cuanto se permite al hombre la realización plena de sus más altas funciones en este sentido, «per se». No es el ser humano simple elemento sirviente del Estado. Este personalismo de Maritain es asiento básico para condenar toda forma de totalitarismo que siempre pretende absorber hasta las funciones más espirituales del ciudadano. Y al mismo tiempo implica un rechazo de la tesis individualista liberal que considera al hombre como simple átomo social.
Aunque resulta obvio, no está de más insistir, y es el propio Maritain quien lo expresa, que el individuo y la persona no son dos seres distintos:

No existe en mí una realidad que se llama individuo y otra que se dice persona, sino que es un mismo ser, el cual, en un sentido es individuo y en otro es persona. Todo yo soy individuo en razón de lo que poseo por la materia, y todo entero, persona, por lo que me viene del espíritu.
Maritain

Según Maritain, el bien común implica tres elementos fundamentales:
1) redistribución, ayuda al desarrollo personal; 2) autoridad, es su fundamento; 3) moralidad intrínseca.
Es decir, que la función del bien común obliga a compartir los bienes sociales para beneficio de la persona, para su perfección. De ahí que todo bien comunitario revierte sobre las personas, se redistribuye la participación común. Maritain en frase feliz trató de resumir o de empatar el doble aspecto de su doctrina: personalismo comunitario. La autoridad ha de imponerse solo tanto cuanto sea necesario a estos propósitos comunitarios. Y no se puede justificar el maquiavelismo para explicar la acción estatal. Una ley injusta no es ley.

### Obras
- La philosophie bergsonienne, 1914 (1948)
- Eléments de philosophie, 2 Bd.e, París 1920/23
- Art et scolastique, 1920
- Théonas ou les entretiens d’un sage et de deux philosophes sur diverses matières inégalement actuelles, París, Nouvelle librairie nationale, 1921
- Antimoderne, París, Édition de la Revue des Jeunes, 1922
- Réflexions sur l’intelligence et sur sa vie propre, París, Nouvelle librairie nationale, 1924.
- Trois réformateurs : Luther, Descartes, Rousseau, avec six portraits, París [Plon], 1925
- Réponse à Jean Cocteau, 1926
- Une opinion sur Charles Maurras et le devoir des catholiques, París [Plon], 1926
- Primauté du spirituel, 1927
- Pourquoi Rome a parlé (coll.), París, Spes, 1927
- Quelques pages sur Léon Bloy, París 1927
- Clairvoyance de Rome (coll.), París, Spes, 1929
- Le docteur angélique, París, Paul Hartmann, 1929
- Religion et culture, París, Desclée de Brouwer, 1930 (1946)
- Le thomisme et la civilisation, 1932
- Distinguer pour unir ou Les degrés du savoir, París 1932
- Le songe de Descartes, Suivi de quelques essais, París 1932
- De la philosophie chrétienne, París, Desclée de Brouwer, 1933
- Du régime temporel et de la liberté, París, DDB, 1933
- Sept leçons sur l'être et les premiers principes de la raison spéculative, París 1934
- Frontières de la poésie et autres essais, París 1935
- La philosophie de la nature, Essai critique sur ses frontières et son objet, París 1935 (1948)
- Lettre sur l’indépendance, París, Desclée de Brouwer, 1935.
- Science et sagesse, París 1935
- Humanisme intégral. Problèmes temporels et spirituels d'une nouvelle chrétienté; español 1935), París (Fernand Aubier), 1936 (1947)
- Les Juifs parmi les nations, París, Cerf, 1938
- Questions de conscience : essais et allocutions, París, Desclée de Brouwer, 1938
- La personne humaine et la société, París 1939
- Le crépuscule de la civilisation, París, Éd. Les Nouvelles Lettres, 1939
- Quattre essais sur l'ésprit dans sa crudition charnelle, París 1939 (1956)
- De la justice politique, Notes sur le présente guerre, París 1940
- Scholasticism and politics, New York 1940
- A travers le désastre, New York 1941 (1946)
- Conféssion de foi, New York 1941
- Ransoming the time (Redeeming the time), New York 1941
- La pensée de St.Paul, New York 1941 (París 1947)
- Les Droits de l'Homme et la Loi naturelle, New York 1942 (París 1947)
- Saint Thomas and the problem of evil, Milwaukee 1942;
- Essays in Thomism, New York 1942;
- Le sort de l'homme, Neuchâtel 1943;
- Christianisme et démocratie, New York 1943 (París 1945)
- Education at the crossroad, New Haven 1943
- Principes d'une politique humaniste, New York 1944 (París 1945);
- De Bergson à Thomas d'Aquin, Essais de Métaphysique et de Morale, New York 1944 (París 1947)
- A travers la victoire, París 1945;
- Messages 1941-1944, New York 1945;
- Pour la justice, Articles et discours 1940-1945, New York 1945;
- Court traité de l'existence et de l'existent, París 1947;
- La personne et le bien commun, París 1947;
- Raison et raisons, Essais détachés, París 1948
- La signification de l'athéisme contemporain, París 1949
- Man and state, Chicago 1951
- Neuf leçons sur les notions premières de la philosophie morale, París 1951
- Approches de Dieu, París 1953.
- L'Homme et l'Etat (engl.: Man and State, 1951) París, PUF, 1953
- Creative intuition in Art and Poetry (engl.), 1953
- On the philosophy of history, ed. J.W. Evans, New York 1957
- Truth and human fellowship, Princeton 1957
- Reflections on America, New York 1958
- Pour une philosophie de l'éducation, París 1959
- Le philosophe dans la Cité, París 1960
- The responsibility of the artist, New York 1960;
- La philosophie morale, Vol. I: Examen historique et critique des grands systèmes, París 1960
- Man's approach to God, Latrobe/Pennsylvania 1960
- On the use of philosophy, Princeton 1961
- A preface to metaphysics, New York 1962
- Dieu et la permission du mal, 1963
- Carnet de notes, París, DDB, 1965
- L'intuition créatrice dans l'art et dans la poésie, París, Desclée de Brouwer, 1966 (engl. 1953)
- Le paysan de la Garonne. Un vieux laïc s’interroge à propos du temps présent, París, DDB, 1966
- Challenges and renewals, ed. J.W. Evans/L.R. Ward, Notre Dame/Ind. 1966
- The education of man, The educational philosophy of J.M., ed. D./I. Gallagher, Notre Dame/Ind. 1967
- De la grâce et de l'humanité de Jésus, 1967
- De l'Église du Christ. La personne de l'église et son personnel, París 1970
- Approches sans entraves, posthum 1973.

- Oeuvres complètes de Jacques et Raissa Maritain, 16 vols., 1982-1999.

### Ediciones en español
- El hombre y el Estado (2ª edición). Encuentro. 2002 [1983]. ISBN 9788474900811.
- Tres Reformadores: Lutero-Descartes-Rousseau (1ª edición). Encuentro. 2006 [1925]. ISBN 9788474907865.
- Los derechos del hombre: Cristianismo y democracia. Palabra. 2001. ISBN 9788482395272.
- La educación en la encrucijada. Andres Bello. 1993. ISBN 9789561311565.
- La intuición creadora en el arte y en la poesía. Palabra. 2004. ISBN 9788482398839.
- Humanismo integral. Palabra. 1999. ISBN 9788482393612.
- Lecturas escogidas de Jacques Maritain. Ediciones Nueva Universidad. 1974.
- Filosofía de la naturaleza. Ensayo crítico acerca de sus límites y su objeto. Club de Lectores. 1980.
- Cuatro ensayos sobre el espíritu en su condición carnal. Club de Lectores. 1980.
- Primacía de lo espiritual. Club de Lectores. 1967.
- La persona y el bien común. Club de Lectores. 1981.

## Influencia política

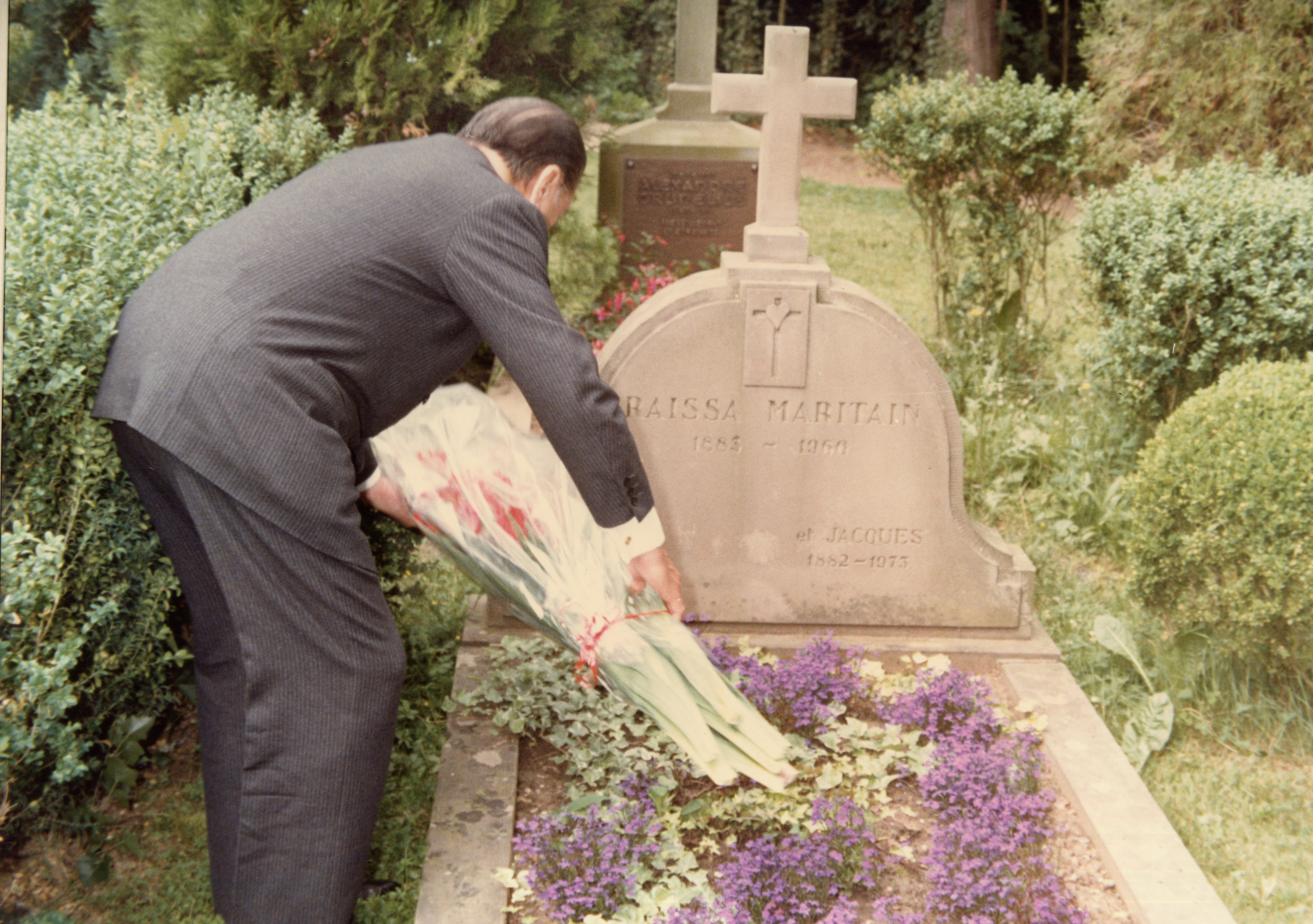
El expresidente venezolano Rafael Caldera colocando flores en la tumba de Raissa y Jacques Maritain (1981).

Maritain siempre rechazó la idea de partidos políticos confesionales, pero sí ejerció una notable influencia en el desarrollo programático de las expresiones demócratas cristianas de posguerra, que fueron centrales en el proceso de reconstrucción y unificación europea, así como partícipes (en menor medida) también del escenario político de algunos países latinoamericanos.
Su influencia filosófica y religiosa sobre algunos jóvenes intelectuales cercanos a la Acción Francesa y su estímulo a las iniciativas de Emmanuel Mounier contribuyeron, a principios de los años 1930, al nacimiento del personalismo de los no conformistas de esos años. Profundizó en paralelo la reflexión política y social en Humanismo integral (1936).
Su ideario político influyó poderosamente en los partidos demócrata cristianos de Europa y de América Latina después de la Segunda Guerra Mundial, siendo un referente de primer orden en su definición doctrinaria, ideológica y programática. El matemático y pensador personalista Carlos Santamaría Ansa quiso introducir sus ideas en la España franquista aunque, dado el ambiente represivo que se vivía en el país, sin mucho éxito.
Antitotalitario, animó la resistencia francesa durante la II Guerra Mundial y se refugió en Norteamérica donde estaba enseñando en el momento en que se desató el conflicto. En 1945-48 fue embajador de Francia ante la Santa Sede. En 1947 presidió la delegación francesa en la segunda Asamblea General de la Unesco (México).

## Vuelta a la academia y vida religiosa
Al año siguiente, ocupó una cátedra de filosofía en la Universidad de Princeton. El 23 de junio de 1961 recibió el premio de Literatura de la Academia Francesa.
A los 78 años , en 1961, cuando murió su esposa, Jacques Maritain vivió con los Hermanitos de Jesús en Toulouse dedicándose a la vida contemplativa. Desde la creación de esa orden, en 1933, había ejercido influencia intelectual en ella. Siendo ya nonagenario se hizo Hermanito en 1970, donde murió junto con ellos. Pablo VI cuando supo de su muerte, lloró.   

## Legado
Formado con Garrigou-Lagrange en las mejores esencias aristotélico-tomísticas y conocedor profundo de las nuevas orientaciones ideológicas, llegó a ser uno de los principales representantes del neoescolasticismo, cuyos principios aplicó, dentro de la ortodoxia católica, a la solución de los problemas contemporáneos. Sintetizó en torno al realismo tomista, la escolástica, las concepciones del iusnaturalismo o derecho natural de Francisco de Vitoria y Francisco Suárez y la doctrina católica. Consideraba que la realidad se podía conocer por la ciencia, la filosofía, el arte o la revelación, por lo que no desdeñó los trabajos puramente metafísicos y epistemológicos.
Se le otorgó el Premio Nacional de Literatura de Francia en 1963. 

## Dijeron de Jacques Maritain
Profundamente conmovido por la noticia de llamada a Dios de Jacques Maritain, que seguirá siendo para todos un filósofo de alto valor, un cristiano de fe ejemplar, y para Nos mismo un amigo especialmente querido desde los tiempos de su misión ante la Santa Sede, dirigimos a la familia religiosa donde ha querido acabar sus días en la contemplación y la plegaria, la expresión de nuestra simpatía entristecida y el consuelo de nuestra bendición apostólica
Pablo VI

Llegó a verme a la embajada de Chile. (...) Estuvo cerca de dos horas haciéndonos gozar con su vivo ingenio y la agudeza de sus juicios. Pocas veces lo vi más alerta y alegre. Bajé a dejarlo hasta el auto y cuando este ya partía, desde adentro me tomó la mano y me la besó. Escribo estas líneas largos año después y aún me sonrojo al pensar en su gesto, mezcla de bondad y de ternura. (...) El patio estaba lleno de periodistas. Uno de ellos, Luis Hernández Parker, que llenara una época del periodismo en nuestro país, y que era frío y hasta duro, todo cortado, exclamó: -¡Nunca he visto un viejo más lindo! Y realmente era hermoso y se desprendía de él un halo espiritual tan limpio, tan puro, que era imposible no sentirlo...
Eduardo Frei Montalva

Maritain representa, en primer lugar, una actitud optimista frente a la sociedad temporal y a las cosas de la ciudad terrena. (...) constituye, por otro lado, un pensador coherente que marcó caminos claros y definidos en medio de profundas nieblas. (...) representó, por último, un testimonio de fe en el pueblo. A lo largo de su obra está siempre presente la idea de que ninguna transformación real y verdadera puede realizarse sin la participación plena y responsable del pueblo. El actuar con el pueblo en comunión profunda y rechazar cualquier actitud paternalista fue ardorosamente defendido por él.
Rafael Caldera

Amo en él al ahijado de Léon Bloy, al cristiano generoso que, tras su conversión, no ha querido sino irradiar su fe, restaurar la filosofía tomista, dar a todos sus certezas. Amo su maravillosa inteligencia, su evidente bondad espiritual, ciertos aspectos de candor que revelan su desprendimiento interior. Amo también al escritor, cuando escribe sin notas ni referencias, a vuelapluma. No amo en él o detesto en él la caña (incluso de «oro» o «pensante»), el hombre de raíces poco profundas, el partisano, más pronto a condenar a su país que a compadecer sus sufrimientos en la ocupación y la liberación, el «racista» (porque su filosemitismo toca el racismo). No amo en él y detesto en él a quien, el primero, más responsable que nadie a causa de su inmensa influencia, contribuyó a insinuar el marxismo a la conciencia católica. No amo al autor del «humanismo integral» y «del régimen temporal y la libertad», de los que procede la descomposición acelerada del catolicismo francés, europeo y mundial. En pocas palabras, me atrae el hombre cristiano y me repele el pensador demócrata-cristiano.
Louis Salleron